# Энтуганы
Энтуга́ны (тат. Янтуган) — село в Буинском районе Республики Татарстан, административный центр Энтуганского сельского поселения.

## География
Село находится на реке Чепкасы, в 32 километрах к западу от города Буинск.

## История
Село известно с 1652 года.
В XVIII — первой половине XIX веков жители относились к категории государственных крестьян, несли лашманскую повинность. Занимались земледелием, разведением скота, торговлей, портняжным, плотничным и мукомольным промыслами.
В «Списке населенных мест по сведениям 1859 года», изданном в 1863 году, населённый пункт упомянут как лашманская деревня Средние Чепкасы (Ентуганова) 2-го стана Буинского уезда Симбирской губернии. Располагалась на правом берегу речки Чепкаса, по левую сторону коммерческого тракта из Буинска в Алатырь, в 29 верстах от уездного города Буинска и в 24 верстах от становой квартиры в удельной деревне Шихарданы. В деревне в 110 дворах жили 1013 человек (502 мужчины и 511 женщин). Были 2 мечети.
В начале XX века в Энтуганах располагалось волостное правление; функционировали 4 мечети, 3 медресе, 13 торгово-промышленных заведений. В этот период земельный надел сельской общины составлял 3053,2 десятины.
В 1919 году в селе организован совхоз «Энтугановский», с 2013 года земли села в хозяйственном управлении ООО «Ак Барс Буинск».
До 1920 года село являлось центром Энтугановской волости Буинского уезда Симбирской губернии. С 1920 года в составе Буинского кантона ТАССР. С 10 августа 1930 года в Буинском, с 10 февраля 1935 года в Будённовском, с 29 ноября 1957 года в Цильнинском, с 12 октября 1959 года в Буинском районах.

## Население
| 1859 | 1897   | 1913   | 1920   | 1926   | 1938   | 1949  | 1958  | 1970   | 1979  | 1989  | 2002  | 2010  | 2015  |
| ---- | ------ | ------ | ------ | ------ | ------ | ----- | ----- | ------ | ----- | ----- | ----- | ----- | ----- |
| 1013 | 1395 ↗ | 1404 ↗ | 1691 ↗ | 1420 ↘ | 1125 ↘ | 894 ↘ | 783 ↘ | 1173 ↗ | 707 ↘ | 547 ↘ | 474 ↗ | 473 ↘ | 439 ↘ |

## Экономика
Полеводство, мясо-молочное скотоводство.

## Социальная инфраструктура
Средняя школа, дом культуры, библиотека, детский сад, фельдшерско-акушерский пункт.

## Транспортная инфраструктура
Через деревню проходит автомобильная дорога регионального значения «Вольный Стан — Яшевка».

## Религиозные объекты
Мечеть.